# کلگاه‌زمان
کلگاه‌زمان، روستایی از توابع بخش مرکزی شهرستان سنقر در استان کرمانشاه ایران است.

## جمعیت
این روستا در دهستان باوله قرار دارد و براساس سرشماری مرکز آمار ایران در سال ۱۳۸۵، جمعیت آن ۸۳۷ نفر (۱۶۵خانوار) بوده‌است.